# Oxytropis altaica
Oxytropis altaica là một loài thực vật có hoa trong họ Đậu. Loài này được (Pall.) Pers. miêu tả khoa học đầu tiên.